# Släktklenoder
Släktklenoder, samlingsalbum med den svenska rock/popgruppen Strindbergs. Släpptes 2005. Låtarna på albumet är remastrade. Titeln på samlingsalbumet kommer nog från deras låt "Halloween".

## Låtarna på albumet
1. 100 sekunder
2. Bombpartyt
3. Vad kärlek är
4. När den sista stormen drar förbi
5. Snabbare än tiden
6. Friheten och jag
7. Italien
8. Razor waltz
9. Mannen som uppfann sig själv
10. Teenage death-song
11. Din gyllene regel
12. Kvasibarn
13. Ensam i ett vimmel
14. Tuktelsen börjar
15. Lit de parade
16. Ingenting
17. Halloween
18. Bollar
19. Vakna dårar

Låtarna kommer ursprungligen från följande skivor:
- 12 – Singel A-sida 1982
- 1 – Singel A-sida 1983
- 3, 5, 13, 14, 18 – LP Bibeln 1983
- 8, 11, 16, 17 – Mini-LP Med Strindbergs ur tiden 1984
- 19 – Singel B-sida 1984
- 2, 4, 6, 7, 9, 10, 15 – LP Bombpartyt 1984